# Super Fight League
Super Fight League（スーパー・ファイト・リーグ、略称SFL）は、インドの総合格闘技団体。

## 概要
オーナーは、実業家のラジ・クンドラと俳優のサンジャイ・ダット。マッチメイカーはケン・パビア。
2012年3月11日、インド・ムンバイのアンデリー・スポーツコンプレックスで旗揚げ興行が行われた。
2015年8月10日、プロボクサーのアミール・カーンが共同オーナーに就任した。

## ルール
ルールはNJSACB制定のユニファイドルールに準拠する。

### ケージ
試合は、'O'ZONEと呼ばれる円形のケージで行われる。ケージの直径は30フィート(約9.1m)で、フェンスの高さは5フィート6インチ（約1.68m）～5フィート8インチ（約1.73m）である。

### 階級
階級区分はネバダ州アスレチック・コミッションが制定した階級制度に則っている。

## 開催履歴
| 回 | 大会名 | 開催年月日    | 会場                               | 開催地                       |
| -- | ------ | ------------- | ---------------------------------- | ---------------------------- |
| 3  | SFL3   | 2012年5月6日  | IGIスタジアム                      | ニューデリー                 |
| 2  | SFL2   | 2012年4月7日  | T-BOXモバイル・アリーナ            | チャンディーガル             |
| 1  | SFL1   | 2012年3月11日 | アンデリー・スポーツコンプレックス | マハーラーシュトラ州ムンバイ |